# Limnephilus primoryensis
Limnephilus primoryensis là một loài Trichoptera trong họ Limnephilidae. Chúng phân bố ở miền Cổ bắc.